# Hasle Skole (Aarhus Kommune)
 For alternative betydninger, se Hasle Skole. (Se også artikler, som begynder med Hasle Skole)
Hasle Skole er en tre-sporet folkeskole i Hasle med bl.a. egen svømmehal. Pr. 2023 har skolen ca. 725 elever fordelt på 34 klasser. Den ældste bygning i den nuværende skole stammer fra 1917, men skolen blev udvidet i 1939 og flere gange siden ca. 1950.
På grunden, hvor skolen ligger, har der været skole siden 4. december 1743, hvor Balthazar Lagesen blev indsat som degn. Den første skolebygning var opført af Johan Arent Althalt til Lyngbygård og lå på østsiden af Viborgvej, syd for Hasle Kirke og en smule vest for den nuværende skole. Der har dog været en form for skoleundervisning i Hasle Sogn før da, for i 1724 fik man en fastboende degn, Niels Isachsen Schanderborg, og før da havde en løbedegn fra Aarhus Katedralskole ansvaret for undervisningen i sognet. Hvor disses undervisning har fundet sted vides dog ikke.
Den første skolebygning blev først afløst i 1859, selvom den allerede i 1813 blev karakteriseret som "mørk og skiden samt uværdig sin bestemmelse". Den nye bygning, som lå hvor inspektørboligen i dag ligger, fungerede frem til 1917 og blev herefter brugt som overlærerbolig indtil slutningen af 1940'erne. 1917-skolen var tegnet af arkitekt S. Knudsen Sørensen. I 1929 blev den forlænget mod øst, og i 1940 kom en skole- og gymnastiksalsfløj til mod Herredsvej. Samme år overgik skolen til det købstadsordnede skolevæsen, dvs. den syv-klassede skole. I 1950 kom der også mellem- og realskole til.
Under besættelsen benyttede tyskerne de ældste dele af skolen fra 1943 og fra årsskiftet 1944/1945 hele skolen, så undervisningen måtte foregå på Haslegård. Et varigt spor, som tyskerne efterlod, var, at de kort før besættelsen malede skolen sort, hvilket ikke kunne fjernes fra de gule murstensbygninger fra 1940, så de måtte males over med hvidt.
Skolens elevtal kulminerede i 1970'erne med ca. 1000 elever. I denne periode blev Ellekærskolen opført til aflastning og blev taget i brug i 1973, men stod dog først fuldt udbygget i 1979.